# 王城公園

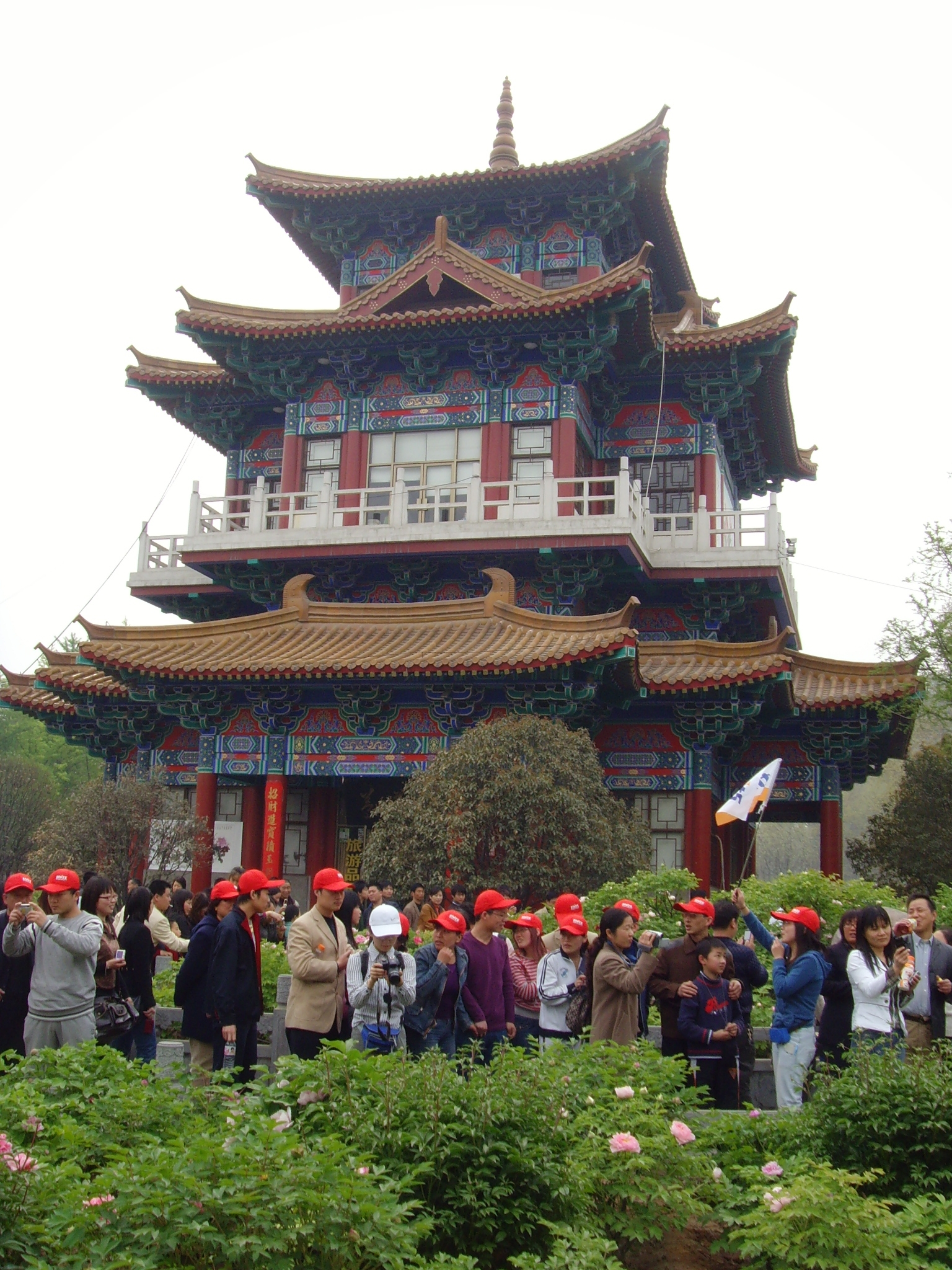
洛阳王城公园

洛阳王城公园位于中国河南省洛阳市西工区，中州路北侧，涧河以东。始建于1955年，因修建于东周王城遗址之上而得名，是洛阳市最大的综合性公园，也是一年一度的洛阳牡丹花会的重要观赏区之一。

## 简介
传说中是周赧王时王城的所在地。园内开辟有历史文化区，牡丹观赏区，牡丹文化区，动物园，以及游乐场五大景区。
历史文化区突出周、汉、唐风格，主要景观有河图洛书碑、根在河洛碑、周鼎、九鼎壁、朱雀阙、韶乐台、东周故事墙等。
牡丹观赏区分为洛阳牡丹园、紫斑牡丹园、精品牡丹园三大园区。共有牡丹500多个品种，3万余株。
2020年8月12日，该园今年四月底新繁育的3只华南虎已于日前入驻园区“华南虎宝宝幼儿园”，正式与游客见面。至此，洛阳王城公园华南虎总数已达48只，连续六年位居全国第一。2021年3月，数量多至54只。
2021年，由于疫情防控要求，王城公园迎春灯会已按要求取消。